# Winter Island (Nunavut)
Winter Island ist eine unbewohnte Insel im Kanadisch-arktischen Archipel in der Qikiqtaaluk-Region des kanadischen Territorium Nunavut. 
Die 70 km² große Insel liegt im äußersten Westen des Foxe Basin. Sie wird von der Melville Peninsula durch die Hoppner Strait getrennt. Südwestlich liegt die Bucht Lyon Inlet.
1821/22 überwinterte William Edward Parry hier mit den Schiffen HMS Hecla und HMS Fury.